# Euophrys herbigrada
De Euophrys herbigrada (tên tiếng Anh: witsnor) là một loài nhện trong họ Salticidae.
Loài này thuộc chi Euophrys. Euophrys herbigrada được Eugène Simon miêu tả năm 1871.